# Arno Steffenhagen

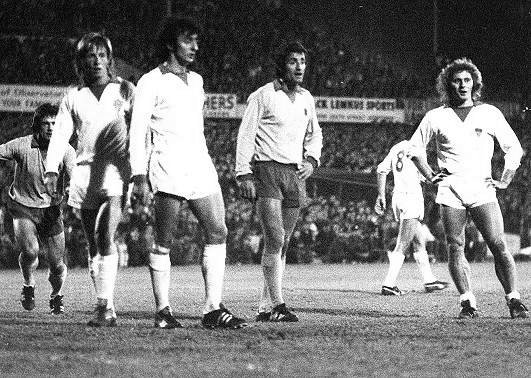
Arno Steffenhagen (rechts) im Spiel Hellenic Kapstadt gegen Cape Town City (CTC) in Hartleyvale in frühen 1970er Jahren. Zu erkennen sind auch Frank McLintock (Mitte), der für CTC spielte und Wilf Du Bruin (rechts von McClintock) der wie Steffenhagen für Hellenic spielte.

Arno Steffenhagen (* 24. September 1949 in Berlin) ist ein ehemaliger deutscher Fußballspieler.

## Sportliche Laufbahn

### Vereinskarriere
Für 20.000 DM wechselte der gelernte Buchdrucker Steffenhagen 1968 vom RFC Alt-Holland, bei dem er 1958 organisiert mit dem Fußballsport begonnen hatte und den Sprung in den Männerfußball absolvierte, aus dem Berliner Stadtteil Reinickendorf zu Hertha BSC. Allerdings gab es immer wieder Probleme mit Trainer Helmut Kronsbein. Da dieser langhaarige Spieler nicht leiden konnte, wurde Steffenhagen bei einem Auswärtsspiel zurück in den Mannschaftsbus geschickt, damit ihm dort die langen Haare abgeschnitten werden konnten.
Zu weiteren Berufungen kam es nicht, vor allem weil Hertha BSC und Steffenhagen am Bundesligaskandal beteiligt gewesen waren. Steffenhagen wurde zunächst für zwei Jahre gesperrt. Deshalb wechselte er mit den im Skandal mitimplizierten Volkmar Groß, Wolfgang Gayer und Jürgen Weber zum Hellenic FC in Kapstadt, wo er 1972 unter dem englischen Trainer Johnny "Budgie" Byrne den Pokalwettbewerb UTC Bowl und die Vizemeisterschaft gewann.
Nachdem der DFB seine Sperre reduzierte kehrte er wieder nach Europa zurück um bei Ajax Amsterdam anzuheuern. Mit den Amsterdamern, für die er ab Dezember 1973 in der Eredivisie auflief, wurde er dreimal Dritter in der Meisterschaft. Die Rückkehr in die Fußball-Bundesliga erfolgte 1976. Zwei Jahre lang spielte Steffenhagen für den Hamburger SV, mit dem er 1977 den Europapokal der Pokalsieger gewann. Danach verabschiedete er sich von der Bundesliga, wo er insgesamt 183 Bundesligaspiele bestritt. Dabei gelangen ihm 39 Tore.
1978 ging er in die USA in die North American Soccer League die damals nach der Ankunft von Pelé und Beckenbauer bei New York Cosmos global für Furore sorgte. Er spielte dort bis 1982 bei Chicago Sting. Im Herbst 1978 spielte er, da sich Chicago nicht für die Meisterschaftsendrunde qualifizieren konnte, kurze Zeit für den Zweitligisten FC St. Pauli, musste sich aber Ende November 1978 einer Knieoperation unterziehen. 1981 gewann er an der Seite von Karl-Heinz Granitza, ebenso ein Ex-Herthaner, die Nordamerikanische Meisterschaft, die Soccer Bowl. Zum Abschluss seiner Karriere gab er 1983 noch kurze Gastspiele in Kanada bei Toronto  Blizzard und den Vancouver Whitecaps.

### Auswahleinsätze
Seine Leistungen bei Hertha machten auch die Trainer des DFB auf den Bundesligajungstar aufmerksam. Im Mai 1969 debütierte er in der deutschen U-23-Auswahl, in der Steffenhagen bis Ende 1971 fünf Partien absolvierte. In der Nachwuchs-EM 1972 setzte sich das DFB-Team in der Gruppenphase durch, scheiterte aber ohne den Berliner im Viertelfinale an der sowjetischen Auswahl.
Am 8. September 1971 kam Steffenhagen zu seinem einzigen Einsatz in der A-Nationalelf. In Hannover wurde Mexiko mit 5:0 in einem Freundschaftsspiel deutlich bezwungen. Steffenhagen wurde in der 64. Minute für Horst Köppel von Bundestrainer Helmut Schön eingewechselt.

### Erfolge
- Europapokal der Pokalsieger: 1977
- Nordamerikanischer Meister: 1981
- Südafrikanische UTC Bowl: 1972
- Vizemeisterschaft von Südafrika: 1972

## Weiterer Werdegang
Nach seinem Karriereende ließ er sich dauerhaft in den USA (in der Nähe von Chicago) nieder. Dort hatte er zunächst eine Bar, eine Tankstelle und auch mehrere Grundstücke. Bis Anfang der 2000er Jahre war er in den USA auch Trainer von Jugendmannschaften. Er betrieb einen kleinen Bau- und Handwerksbetrieb, ehe er in Rente ging.